# Klöch
Klöch è un comune austriaco di 1 213 abitanti nel distretto di Südoststeiermark, in Stiria; ha lo status di comune mercato (Marktgemeinde).